# Xymenopsis tcherniai
Xymenopsis tcherniai é uma espécie de gastrópode do gênero Xymenopsis, pertencente a família Muricidae.